# Taeromys celebensis
Taeromys celebensis és una espècie de mamífer rosegador de la família dels múrids. És endèmica de Sulawesi (Indonèsia), on viu a altituds d'entre 0 i 1.200 msnm. Es tracta d'un animal arborícola. El seu hàbitat natural són els boscos primaris. És una espècie en risc mínim, és a dir, no sembla que hi hagi cap amenaça significativa per a la seva supervivència. El seu nom específic, celebensis, significa ‘de Cèlebes’ en llatí.